# Presidente pro tempore de la Unasur
El presidente pro tempore de la Unasur era el representante en eventos internacionales, y llevaba a estos las declaraciones y opiniones concertadas del organismo supranacional. El último titular en el cargo fue Jair Bolsonaro, presidente de la República Federativa de Brasil entre el 1 de enero del 2019 y el 31 de diciembre del 2022.

## Designación
El cargo de presidente pro tempore era ejercido sucesivamente por el representante de cada uno de los Estados miembros en orden alfabético, por el período de un año. Por lo tanto, el orden lógico de quien asume el cargo es: Argentina, Bolivia, Brasil, Chile, Colombia, Ecuador, Guyana, Paraguay, Perú, Surinam, Uruguay y Venezuela.

## Atribuciones
Las atribuciones del presidente pro tempore eran:
1. Preparar, convocar y presidir las reuniones de los órganos de Unasur.
2. Presentar para su consideración al Consejo de Ministros de Relaciones Exteriores y al Consejo de Delegadas y Delegados el programa anual de actividades de Unasur, con fechas, sedes y agenda de las reuniones de sus órganos en coordinación con la Secretaría General de Unasur
3. Representar a UNASUR  en eventos internacionales, previa delegación aprobada por los Estados miembros.
4. Asumir compromisos y firmar declaraciones con terceros, previo consentimiento de los órganos correspondientes de Unasur.

Otra de las funciones del presidente pro tempore es la de posesionar al secretario general de la Unasur ante el Consejo de Jefes de Estado y de Gobierno de Unasur.

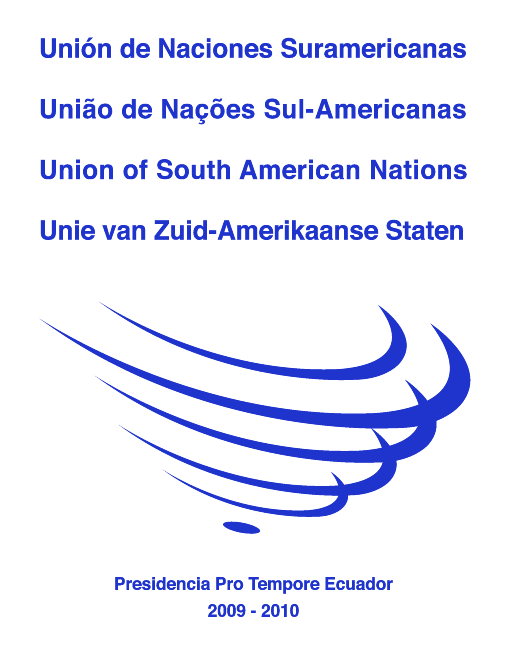
Logo de la Unasur utilizada durante la presidencia pro tempore de Ecuador

También el Presidente pro tempore asume la dirección de los ocho consejos ministeriales de la Unasur:
- Consejo Suramericano de Salud
- Consejo Suramericano de Desarrollo Social
- Consejo Suramericano de Infraestructura y Planeamiento
- Consejo Suramericano de Educación, Cultura, Ciencia

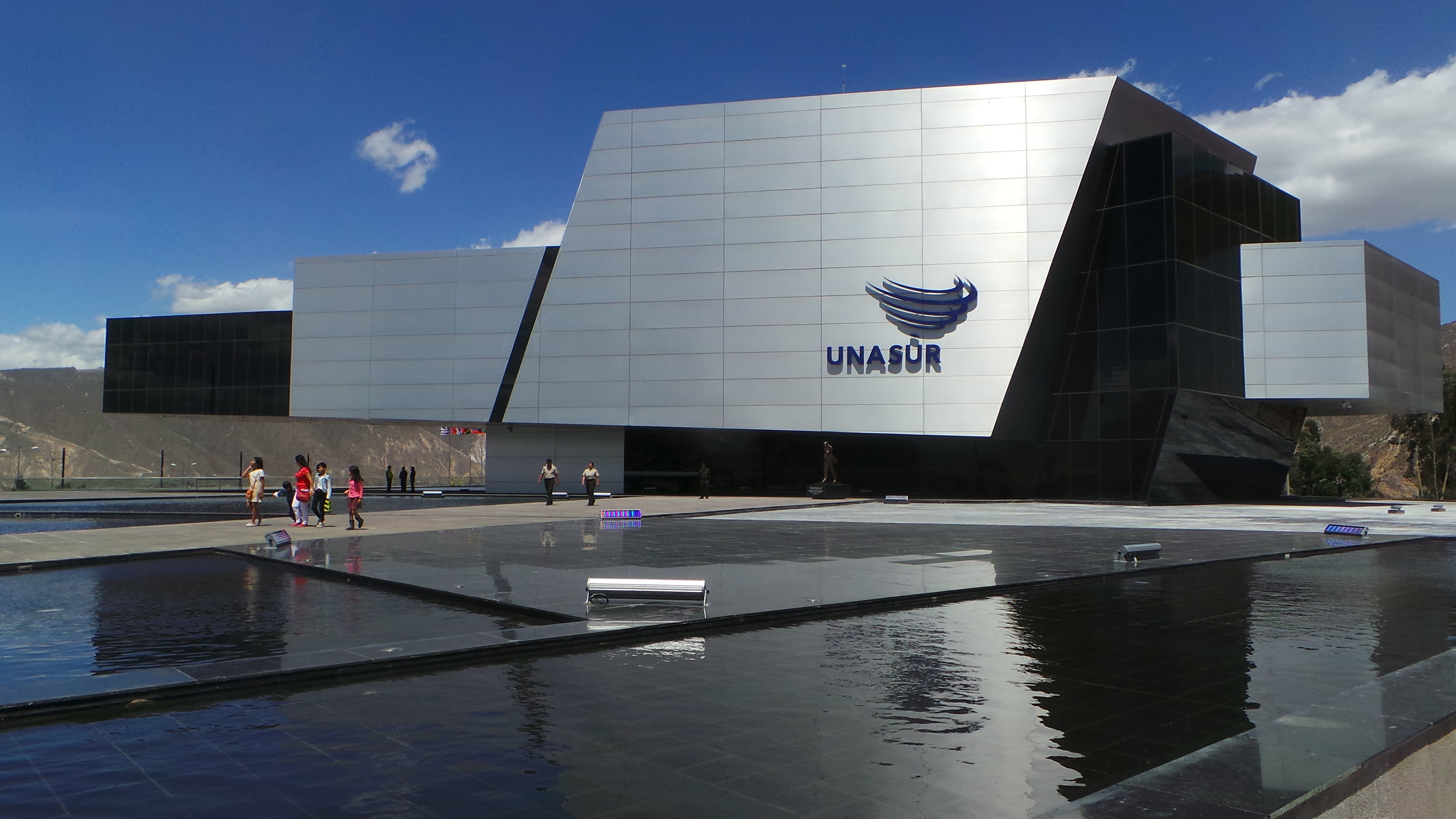
Edificio sede de la Unasur en Quito, Ecuador

- Tecnología e Innovación; Consejo Suramericano sobre el Problema Mundial de las Drogas
- Consejo Suramericano de Defensa
- Consejo Suramericano de Economía y Finanzas
- Consejo Energético Suramericano.

## Lista de presidentespro temporede la Unasur
| Número                                | Nombre            | Foto | País      | Partido político                      | Ocupación           | Inicio período          | Fin período             | Firma |
| ------------------------------------- | ----------------- | ---- | --------- | ------------------------------------- | ------------------- | ----------------------- | ----------------------- | ----- |
| 1                                     | Michelle Bachelet |      | Chile     | Partido Socialista de Chile           | Médico              | 23 de mayo de 2008      | 10 de agosto de 2009    |       |
| 2                                     | Rafael Correa     |      | Ecuador   | Alianza PAIS                          | Economista          | 10 de agosto de 2009    | 26 de noviembre de 2010 |       |
| 3                                     | Bharrat Jagdeo    |      | Guyana    | Partido Progresista del Pueblo        | Economista          | 26 de noviembre de 2010 | 29 de octubre de 2011   | N/D   |
| 4                                     | Fernando Lugo     |      | Paraguay  | Frente Guasú                          | Teólogo y Sociólogo | 29 de octubre de 2011   | 22 de junio de 2012     |       |
| 5                                     | Ollanta Humala    |      | Perú      | Gana Perú                             | Militar             | 29 de junio de 2012     | 30 de agosto de 2013    |       |
| 6                                     | Dési Bouterse     |      | Surinam   | Partido Nacional Democrático          | Militar             | 30 de agosto de 2013    | 4 de diciembre de 2014  | N/D   |
| 7                                     | José Mujica       |      | Uruguay   | Frente Amplio                         | Agricultor          | 4 de diciembre de 2014  | 1 de marzo de 2015      |       |
| 7                                     | Tabaré Vázquez    |      | Uruguay   | Frente Amplio                         | Político y médico   | 1 de marzo de 2015      | 23 de abril de 2016     |       |
| 8                                     | Nicolás Maduro    |      | Venezuela | Partido Socialista Unido de Venezuela | Sindicalista        | 23 de abril de 2016     | 21 de abril de 2017     |       |
| 9                                     | Mauricio Macri    |      | Argentina | Propuesta Republicana                 | Ingeniero civil     | 21 de abril de 2017     | 17 de abril de 2018     |       |
| 10                                    | Evo Morales       |      | Bolivia   | Movimiento al Socialismo              | Político            | 17 de abril de 2018     | 15 de abril de 2019     |       |
| 11                                    | Jair Bolsonaro    |      | Brasil    | Partido Social Liberal                | Militar             | 15 de abril de 2019     | 15 de abril de 2019     |       |
| Vacancia desde el 15 de abril de 2019 |                   |      |           |                                       |                     |                         |                         |       |